# ヴァンテリンドーム
もしかして
- バンテリンドーム ナゴヤ

ではありませんか？